# Dubbelintegral

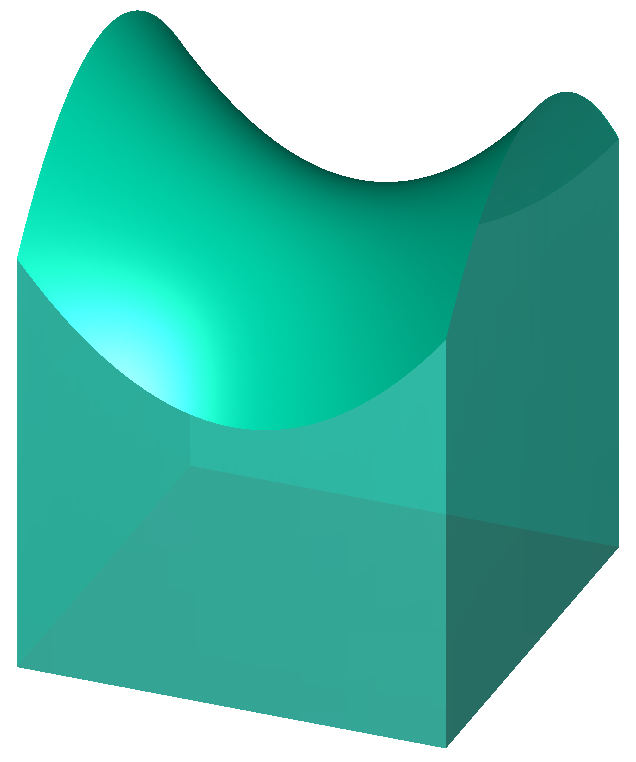
Dubbelintegral som volym under ytan z = x^{2} − y^{2}.

En dubbelintegral är en integral där integranden själv är en integral. Dubbelintegralen kallas också för ytintegral då integration sker över två variabler, det vill säga integrationen sker över en yta. Dubbelintegralen kan användas till att beräkna volymer av tredimensionella kroppar.

## Definition

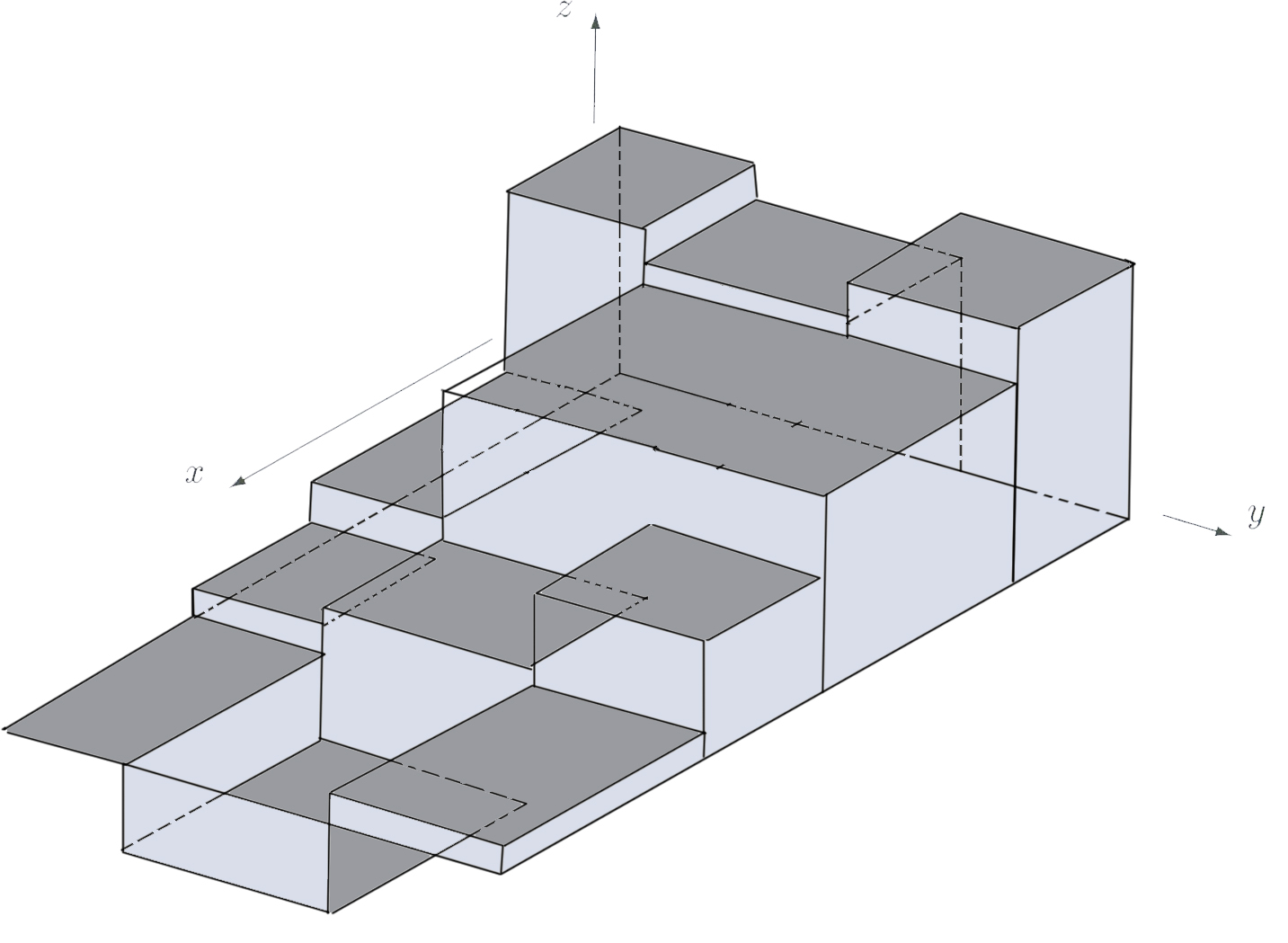
Trappfunktion. Rätblockens volymer summeras till en volym för hela integrationsområdet

För att definiera en dubbelintegral kan trappfunktioner av två variabler användas. Trappfunktioner i två variabler är funktioner som bildar en "trappa" genom att ha en rektangulär basyta som är axelparallell i definitionsmängden,   
{\displaystyle \Delta =\left\{(x,y);a\leq x\leq b,c\leq y\leq d\right\}}
och av denna rektangel bildas rätblock vars höjd är beroende av funktionsvärdet i den delen av definitionsmängden. Rätblock som ligger under xy-planet ger ett negativt bidrag. Volymbidragen, positiva som negativa, från dessa rätblock summeras och summan blir integralens värde. Ett allmänt skrivsätt är
{\displaystyle \sum _{i,j}^{N}c_{i,j}\mu (\Delta _{i,j})}
där 
{\displaystyle c_{i,j}} är rätblockets höjd och {\displaystyle \mu (\Delta _{i,j})} är mätetalet för arean av rektangeln {\displaystyle \Delta _{i,j}}.
Dubbelintegralen av Φ över Δ kan skrivas
{\displaystyle \iint \limits _{\Delta }\phi (x,y)\,dx\,dy}

### Dubbelintegral för godtyckliga funktioner
Integration över allmännare funktioner än trappfunktioner liknar till stor del tillvägagångssättet för en variabel. Om {\displaystyle f(x,y)} är en begränsad funktion definierad på en axelparallell rektangel {\displaystyle \Delta } i xy-planet, då finns trappfunktioner {\displaystyle \psi } och {\displaystyle \phi } 
som uppfyller
{\displaystyle \psi (x,y)\leq f(x,y)\leq \phi (x,y);\quad x,y\in \Delta }
Den begränsade funktionen {\displaystyle f(x,y)} är riemannintegrerbar om det till varje tal {\displaystyle \epsilon >0} finns trappfunktioner {\displaystyle \phi ,\,\psi } sådana att 
{\displaystyle \phi \leq f\leq \psi } och {\displaystyle \iint _{\Delta }\psi \,dx\,dy-\iint _{\Delta }\phi \,dx\,dy<\epsilon }
Funktionen är riemannintegrerbar om det är möjligt att få de båda trappfunktionerna godtyckligt nära varandra. Detta kan ske genom finfördelning av rektangeln Δ som integrationen sker över. För "godartade" funktioner är detta ofta möjligt men det finns funktioner som inte går att integrera. Om funktionen {\displaystyle f} är en funktion som är integrerbar över Δ så finns ett och endast ett tal λ sådant att 
{\displaystyle \iint \limits _{\Delta }\phi \,dx\,dy\leq \lambda \leq \iint \limits \Delta \psi \,dx\,dy}
för alla trappfunktioner Φ och Ψ sådana att
{\displaystyle \phi \leq f\leq \psi }
Talet λ kallas dubbelintegralen av {\displaystyle f\ } över {\displaystyle \Delta } och skrivs 
{\displaystyle \iint \limits _{\Delta }f(x,y)\,dx\,dy}.

### Dubbelintegral över ett godtyckligt område

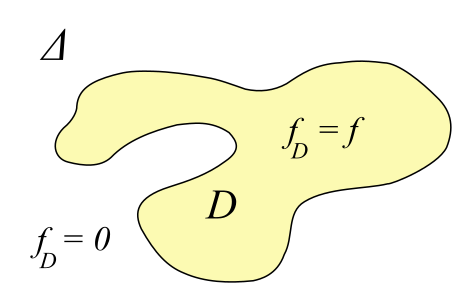
Godtyckligt integrationsområde

Integration över allmännare områden än rektanglar är möjliga. Om funktionen {\displaystyle f(x,y)} är en funktion som är begränsad på en mängd {\displaystyle D}  som också är begränsad kan den utvidgade funktionen 
{\displaystyle f_{D}(x,y)={\begin{cases}f(x,y)&{\mbox{om }}(x,y)\in D\\0&{\mbox{om }}(x,y)\notin D\end{cases}}}
införas. Funktionen f är integrerbar över {\displaystyle D} om {\displaystyle f_{D}} är integrerbar över någon rektangel {\displaystyle \Delta } som omfattar mängden {\displaystyle D}, Det är då möjligt att sätta 
{\displaystyle \iint \limits _{D}f\,dx\,dy=\iint \limits _{\Delta }f\,dx\,dy}.
då {\displaystyle f_{D}} har värdet noll utanför mängden {\displaystyle D} och definitionen är oberoende av valet av rektangeln {\displaystyle \Delta }

## Räknelagar för dubbelintegraler
Det finns räknelagar för dubbelintegraler, som påminner om räknelagarna för integraler av en variabel. Räknereglerna nedan gäller för det godtyckliga området D.
- {\displaystyle \iint _{D}\alpha f\,dx\,dy=\alpha \iint _{D}f\,dx\,dy\quad {\mbox{ där }}\alpha {\mbox{ är en konstant}}}

- {\displaystyle \iint _{D}(f+g)\,dx\,dy=\iint _{D}f\,dx\,dy+\iint _{D}g\,dx\,dy}

- {\displaystyle f\leq g{\mbox{ på }}D\Rightarrow \iint _{D}f\,dx\,dy\leq \iint _{D}g\,dx\,dy}

- {\displaystyle \left|\iint _{D}f\,dx\,dy\right|\leq \iint _{D}|f|\,dx\,dy}

- {\displaystyle D_{1}\cap D_{2}=\emptyset \Rightarrow \iint _{D_{1}\cup D_{2}}f\,dx\,dy=\iint _{D_{1}}f\,dx\,dy+\iint _{D_{2}}f\,dx\,dy}

## Integrationsmetoder
En analytisk lösning till en dubbelintegral eller multipelintegral, innebär ofta att hitta ett sätt att reducera integralen till en serie av integraler som endast beror av en variabel. Dessa integraler av en variabel löses direkt. Denna metod kallas upprepad integration. Det kan ibland gå att hitta en lösning utan att beräkningar görs genom att undersöka dubbelintegralen och se en lösning. 
När en dubbelintegral skall lösas via upprepad integration måste integrationsordningen först väljas; att börja integrationen med avseende på den första variabeln eller den andra. Beroende på funktionen som skall integreras kan det vara av stor vikt att välja rätt ordningsföljd.

### Variabelsubstitution
För att analytiskt lösa en dubbelintegral är det ofta nödvändigt med variabelsubstitutioner, att övergå till nya integrationsvariabler
{\displaystyle x=x(u,v);\quad y=y(u,v)}
För variabelsubstitution i en enkelintegral gäller
{\displaystyle \int _{a}^{b}f(x)\,dx=\int _{c}^{d}f(x(t))\,x'(t)\,dt}
Motsvarigheten för dubbelintegraler är
{\displaystyle \iint _{D}f(x,y)\,dx\,dy=\iint _{D'}f(x(u,v),y(u,v))\,\left|{\frac {d(x,y)}{d(u,v)}}\right|\,du\,dv}
där den lokala ytskalan för avbildningen {\displaystyle (u,v)\rightarrow (x(u,v),y(u,v))} är funktionaldeterminanten
{\displaystyle \left|{\frac {d(x,y)}{d(u,v)}}\right|}

#### Exempel
Låt D vara cirkeln 
{\displaystyle x^{2}+y^{2}\leq 1\,{\text{och}}\,f(x,y)={\sqrt {x^{2}+y^{2}}}}.
Inför polära koordinater
{\displaystyle x=r\cos \,\theta ,\quad y=r\sin \,\theta }
D' är rektangeln {\displaystyle 0\leq r\leq 1,\,0\leq \theta \leq 2\pi } och
{\displaystyle \left|{\frac {d(x,y)}{d(r,\theta )}}\right|={\begin{vmatrix}\cos \,\theta &-r\sin \,\theta \\\sin \,\theta &r\cos \,\theta \end{vmatrix}}=r\neq 0}
Detta ger
{\displaystyle \iint _{D}{\sqrt {x^{2}+y^{2}}}\ dx\,dy=\iint _{D'}r\cdot r\ dr\,d\theta =\int _{0}^{1}r^{2}\,dr\int _{0}^{2\pi }d\theta ={\frac {2\pi }{3}}}

## Exempel

### Volymen av en cylinder
För en cylinder, som har höjden h och vars basarea har radien R, kan volymen beräknas genom att integrera den konstanta funktionen h över basytan, med hjälp av polära koordinater.
{\displaystyle V=\int _{0}^{2\pi }d\phi \,\int _{0}^{R}h\rho \,d\rho =h2\pi \left[{\frac {\rho ^{2}}{2}}\right]_{0}^{R}=\pi R^{2}h}

### Volymen av ensfär
Tekniken att beräkna dubbelintegraler kan ofta enkelt utsträckas till beräkning av trippelintegraler. Volymen av en sfär med radien  R kan beräknas genom att integrera den konstanta funktionen 1 över sfären, genom användande av sfäriska koordinater:
{\displaystyle {\begin{aligned}V&=\iiint _{D}f(x,y,z)\,dx\,dy\,dz\\&=\iiint _{D}1\,dV\\&=\iiint _{S}\rho ^{2}\sin \phi \,d\rho \,d\theta \,d\phi \\&=\int _{0}^{2\pi }\,d\theta \int _{0}^{\pi }\sin \phi \,d\phi \int _{0}^{R}\rho ^{2}\,d\rho \\&=2\pi \int _{0}^{\pi }\sin \phi \,d\phi \int _{0}^{R}\rho ^{2}\,d\rho \\&=2\pi \int _{0}^{\pi }\sin \phi {\frac {R^{3}}{3}}\,d\phi \\&={\frac {2}{3}}\pi R^{3}[-\cos \phi ]_{0}^{\pi }={\frac {4}{3}}\pi R^{3}.\end{aligned}}}

### Skillnad i svårighet beroende på integrationsordning
Beräkna integralen 
{\displaystyle \int _{-1}^{0}\int _{0}^{-x}e^{x^{2}}\,dy\,dx}
Om den första integrationen sker med avseende på variabeln y och den andra integrationen sker med avseende på x är funktionen beräkningsbar enligt 
{\displaystyle \int _{-1}^{0}\int _{0}^{-x}e^{x^{2}}\,dy\,dx=\int _{-1}^{0}\left[ye^{x^{2}}\right]_{0}^{-x}\,dx=}
{\displaystyle \int _{-1}^{0}-xe^{x^{2}}\,dx=\left[{\frac {-e^{x^{2}}}{2}}\right]_{-1}^{0}=-{\frac {1}{2}}+{\frac {e}{2}}={\frac {e-1}{2}}}
Integralen går dock inte att beräkna på detta sätt om den första integrationen sker med avseende på x. eftersom funktionen {\displaystyle e^{x^{2}}} inte har någon primitiv funktion, vilket omöjliggör beräkning av integralen.

### Beräkning av dubbelintegral över ett rektangulärt område

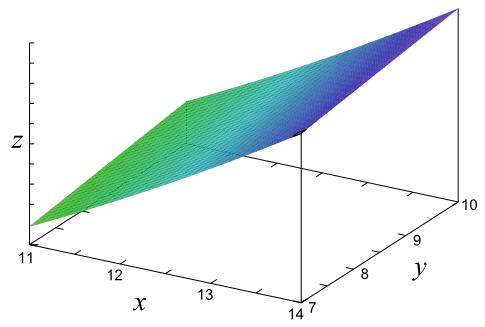

Integrera den flervariabla funktionen
{\displaystyle f=x^{2}+4y}
över området
{\displaystyle A=\left\{(x,y)\in \mathbf {R} ^{2}\ :\ 11\leq x\leq 14\ ;\ 7\leq y\leq 10\right\}}
Dubbelintegralen blir
{\displaystyle \int _{7}^{10}\int _{11}^{14}(x^{2}+4y)\ dx\,dy}
Den inre integralen utförs först genom integration med avseende på x och genom att behandla y som en konstant då y inte är den variabel som används vid integrationen. Resultatet av denna integration är en funktion som endast beror av y, vilken sedan integreras med avseende på y.
{\displaystyle {\begin{aligned}\int _{11}^{14}(x^{2}+4y)\ dx&=\left({\frac {1}{3}}x^{3}+4yx\right){\Big |}_{x=11}^{x=14}\\&={\frac {1}{3}}(14)^{3}+4y(14)-{\frac {1}{3}}(11)^{3}-4y(11)\\&=471+12y\end{aligned}}}
Integration med avseende på y:
{\displaystyle {\begin{aligned}\int _{7}^{10}(471+12y)\ dy&=(471y+6y^{2}){\big |}_{y=7}^{y=10}\\&=471(10)+6(10)^{2}-471(7)-6(7)^{2}\\&=1719\end{aligned}}}
Observera att integrationsordningen kan kastas om:
{\displaystyle {\begin{aligned}\int _{11}^{14}\int _{7}^{10}\ (x^{2}+4y)\ dy\,dx&=\int _{11}^{14}\left(x^{2}y+2y^{2}\right){\Big |}_{y=7}^{y=10}\ dx\\&=\int _{11}^{14}\ (3x^{2}+102)\ dx\\&=\left(x^{3}+102x\right){\Big |}_{x=11}^{x=14}\\&=1719\end{aligned}}}

### Beräkning av dubbelintegral över ett godtyckligt område[1][2]
Beräkna integralen
{\displaystyle I=\iint _{D}^{}y\,dx\,dy}

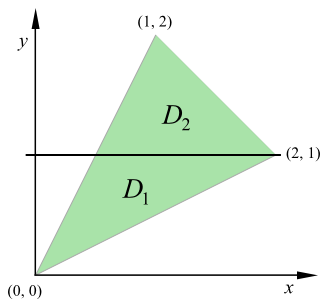
Det triangulära integrationsområdet D uppdelat i D_{1} och D_{2}

där D är triangeln med hörnen (0,0), (2,1) och (1,2).
Området D har sådan form, att för beräkning av integralen, måste området delas upp. Delning kan ske genom att det triangulära området delas med en linje parallell med x-axeln som går genom punkten (2, 1). Integrering över området D1 (se bild), ger enklare beräkningar om den första integrationen sker med avseende på {\displaystyle x}, vilket inses genom att integralen inte innehåller variabeln {\displaystyle x} och därför enkelt ger en primitiv funktion.
{\displaystyle I_{1}=\iint _{D_{1}}^{}y\,dx\,dy=\int _{0}^{1}y\left(\int _{x={\frac {y}{2}}}^{2y}dx\right)\,dy=}
{\displaystyle \int _{0}^{1}y\left(2y-{\frac {y}{2}}\right)dy={\frac {3}{2}}\int _{0}^{1}y^{2}dy={\frac {1}{2}}}
Integrering över område D2 blir också enklare om den första integrationen sker med avseende på {\displaystyle x}. 
{\displaystyle I_{2}=\iint _{D_{2}}y\,dx\,dy=\int _{1}^{2}\left(y\int _{x={\frac {y}{2}}}^{3-y}\,dx\right)\,dy=}
{\displaystyle \int _{1}^{2}y\left(3-y-{\frac {y}{2}}\right)\,dy=\int _{1}^{2}\left(3y-{\frac {3}{2}}y^{2}\right)\,dy=\left[{\frac {3}{2}}y^{2}-{\frac {1}{2}}y^{3}\right]_{1}^{2}=1}
Enligt den andra räkneregeln, fås integralen {\displaystyle I} genom addition av värdena från de båda integrationerna: 
{\displaystyle I=I_{1}+I_{2}={\frac {1}{2}}+1={\frac {3}{2}}}